# دهستان سردرود سفلی
دهستان سردرود سفلی، یکی از دهستان‌های بخش سردرود شهرستان رزن در استان همدان ایران است. مرکز این دهستان، شهر دمق است.

## جمعیت
بر پایه سرشماری عمومی نفوس و مسکن در سال ۱۳۹۵، جمعیت دهستان سردرود سفلی برابر با ۷٬۹۳۰ نفر بوده‌است.